# アルフレッド大王
アルフレッド大王（Alfred the Great、古英語ではÆlfred、849年 - 899年10月26日、在位:871年 - 899年）は、七王国のウェセックス王。兄エゼルレッド王の死後、王位を継いだ。妃はエアルフスウィス(Ealhswith)（エアルスウィス、Ealswith）。約100年続いたデーン人（北欧ヴァイキング）の侵攻を食い止め、衰退したイングランドのキリスト教文化を復興し、古英語での読み書きを習慣化した王として知られる。
アングロ・サクソン時代最大の王とも称せられ、イギリスの歴史において大王と称される君主である。また、海上で敵を迎え撃ち、上陸を阻止するための海軍力の適正運用を行った初めての君主として、しばしば英国海軍の父と称される。

## 即位まで
849年、バークシャー地方の王領ウォンティジにてウェセックス王エゼルウルフとオズブルガの間に五男として生まれた。祖父母はエグバートとレドブルガである。
853年、幼少ながらエゼルウルフによってローマへ送り出され、当時の教皇レオ4世に謁見した。レオ4世はアルフレッド少年に塗油し、堅信礼を施したという。855年には父エゼルウルフとともにローマを再訪した。なお、この2度目の訪問の帰途、エゼルウルフは立ち寄った西フランク王国でシャルル禿頭王の娘ユーディスと再婚をしている。
エゼルウルフ王の死去後、3人の兄たちが次々と王位に就いたがいずれも短命に終わり、871年に王位を継ぐと、侵攻してくるデーン人と持病（ficus：おそらくクローン病による痔瘻）に苦しめられながらも、死去する899年までの約28年間ウェセックス王国を治めた。最終的にアルフレッドはウェールズの南部からデーンロウを除くイングランドのほぼ全域を支配し、全アングロ・サクソン人の王となった。
死後、聖公会・カトリック教会・正教会で聖人となっている。

## デーン人との戦い
当時ウェセックス王国はイングランド東部に定着したデーン人から攻撃を受けていた。エゼルベルフト王が死去した後、865年エゼルレッド王が即位するとともに、アルフレッドは副将となり、公務を担うようになった。867年、義兄マーシア王ブルグレドの要請でエゼルレッド王とともに出陣し、初陣を飾った。
871年、アッシュダウンの戦いでエゼルレッド王とともに戦い、勝利を収める。しかし、エゼルレッド王がこの戦いで受けた傷が悪化し死去。賢人会の決定によりアルフレッドが即位する。
875年にウェセックス勢が初めて海戦で勝利を収めると、翌876年にはスオニッジの海戦でデーン人の戦艦120隻を沈めるという大勝利を得た。しかし878年デーン人にアルフレッドの居たチップナムを急襲され、アルフレッドは天然の要害であったアセルニーに退いた。そこに要塞を建設し、召集兵を再編成、反撃の準備を行った。
同年、エサンドゥーンの戦い（古英語: Battle of Ethandun、現在のウィルトシャー州エディントン付近）でデーン人を破りウェセックスを奪還した。同年のウェドモーアの和議で和平を締結し、デーン人の勢力範囲をイングランド地域の北部と東部のデーンロウにとどめ、イングランド統一の基礎を築いた。
アルフレッドは兵役の交代制を導入するなどの軍政改革を進めた。また、敵の戦術を研究し取り入れたり、情報収集に長けていたとも言われている。デーン人の船を参考としたアルフレッド型軍艦を建造させ、フリースラントなどから水夫を呼び寄せ、海軍を創設した。またデーン人をまねて、馬を軍隊輸送に用いだしたとされる。アルフレッドが英国海軍の父と呼ばれるのはこれが起源である。これらが功を奏して、アルフレッドはデーン人を退けることができた。
882年には4隻の軍艦と海戦し、これに勝利する。886年にはロンドンを奪回。893年以降もデーン勢とたびたび交戦するが、全て撃退しておりアルフレッドの平和を脅かすほどではなかった。なお、デーンロウが回復するのはアルフレッドの2人の子、エドワード長兄王とマーシアの貴婦人エゼルフリダの時代になってからである。

## 文化振興
アルフレッドはウェールズの学僧アッサーをはじめとし、マーシア出身のプレイムンド、ウェルフェルスなどを招聘し、荒廃したイングランドの学問の復興に当たらせた。ラテン語の文献を翻訳するなど学芸振興にも力を注ぎ、自らもラテン古典の英訳に携わった。アルフレッドが訳するよう指示したと言われる書物が聖グレゴリウス『対話』『司牧者の心得』、オロシウス『異教徒に反駁する歴史』、ベーダ『英国民教会史』、ボエティウス『哲学の慰め』、聖アウグスティヌス『独白』『詩篇』である。そのうち『司牧者の心得』の序文は原典にはなく、アルフレッド作であると言われ、デーン人によるイングランドの文化衰退を嘆く文章となっている。
教育に関してもアルフレッドの尽力は評価が高い。前述の学者・学僧などの協力を得て宮廷学校を設立し、自身の子を筆頭に貴族の子などに教育を施した。
一方でアルフレッドはアングロサクソン年代記の作成を指示した。9つある写本と断片のうちで一番新しい記事は1154年であり、ベーダの『英国民教会史』などを参考に紀元前からの歴史が約250年の間に書き続けられたことになる。これらのアルフレッドが作成させた年代記や翻訳した文献は古英語の希少な研究対象としての価値も高い。
また、アルフレッド法典と呼ばれる法典の編纂を行った。この法典は旧約聖書の十戒など聖書の抜粋から始まり、ケント王エゼルベルト法典・ウェセックス王イネ法典と、イネ法典に強く影響を受けたマーシア王オファ法典などを参考にして編まれた。それに伴って裁判制度の改革を行い、王国をシャイアやハンドレッド (hundreds)に分割し地方裁判をきちんと行わせたり、フランク式誓約を導入したりした。これらの改革によってウェセックスの治安は厳粛に守られた。
晩年のアルフレッドは、デーン人の侵略によって荒廃したイングランドの復興に従事した。度重なる侵攻によって荒廃したロンドンをアルフレッドは立て直した。この際、当時の主流であった木造建築ではなく、石の建材が用いられた可能性がある。ロンドンの他にも外敵からの防衛拠点としての役割を持たせたバラ(borough)の建設など後世に引き継がれていく政策など行っている。

## 子孫
アルフレッドの子どもたちに関してはアッサーの「アルフレッド大王伝」に詳しい。それによると、アルフレッドとエアルフスウィスの間に生まれた子は3男3女である。
- エセルフリーダ - 889年マーシア太守エゼルレッドへ嫁ぎ、後にマーシアの貴婦人（Lady of Mercia）と称されている。
- エゼルイブ（869年頃 - 918年） - シャフツベリー修道院に入り一生を過ごした。
- エドワード（871/2年 - 924年） - アルフレッドの没後、王位を継いだ。エドワード長兄王として知られる。
- エドマンド - 早世
- エルフスリュス（Ælfthryth、877年頃 - 929年頃） - フランドル伯ボードゥアン2世の妃となり、フランドル家と縁戚関係となる。この子孫のマティルダはフランス王国のノルマンディー公であるギヨーム（後のイングランド王ウィリアム1世征服王）の妃となる。
- エゼルウェアルド（880年頃 - 922年） - アルフレッドが作った宮廷学校で学んだとされる。

アルフレッドの血統は、エルフスリュス（フランドル伯ボードゥアン2世と結婚）の子孫マティルダがウィリアム1世（ノルマンディー公ギヨーム）妃に、またエドワード長兄王からエドマンド2世までのイングランド国王を経て、その子孫マーガレットがスコットランド王マルカム3世の妃となり、その娘マティルダがイングランド王ヘンリー1世妃になっており、女系を通してイングランド・スコットランド両王家を経て、現イギリス王室につながっている。

## 逸話
アルフレッド大王は英国で人気が高く、様々な伝説的逸話が残されている。史実に基づくものもあるが、史実と異なるものも多い。
- 母からアングロ・サクソン語の詩集をもらう話[注釈 8]
- 民家で休み、パンを焦がして叱られる話
アルフレッドが戦いに疲れ、一軒の民家を見つけると身分を隠し、休ませてくれと頼んだ。おかみさんは休ませる代わりにパンの火を見ていてくれと言うので引き受けた。だが疲れていたため、つい微睡んでしまい、パンを焦がした。おかみさんはアルフレッドを叱りつけたという。
- 吟遊詩人に変装してデーン陣営に忍び込んだ話
- 勝利の記念に丘に白馬を刻んだ話
この白馬はアフィントンの白馬で、実際には約3000年前から存在しているとされている。
- 時計を発明した人[6]
- オックスフォード大学の創始者[注釈 9]

## 登場する作品
- アルフレッド大王 - アルフレッド大王とデーン人との戦いを描いた1969年のイギリス映画。デヴィッド・ヘミングスがアルフレッド大王を演じた。
- ヴァイキング 〜海の覇者たち〜 - 2013年のカナダのドラマ。Ferdia Walsh-Peeloが成人したアルフレッド大王を演じた。
- ラスト・キングダム  - 2015年のイギリスのドラマ。デイビット・ドーソンがアルフレッド大王を演じた。
- アルフレート - アントニン・ドヴォルザークが作曲したオペラ。生前には上演されなかった。
- アサシン クリード ヴァルハラ - 2020年のビデオゲーム。トム・ルイスがアルフレッド大王の声を演じた。